# Kebab van

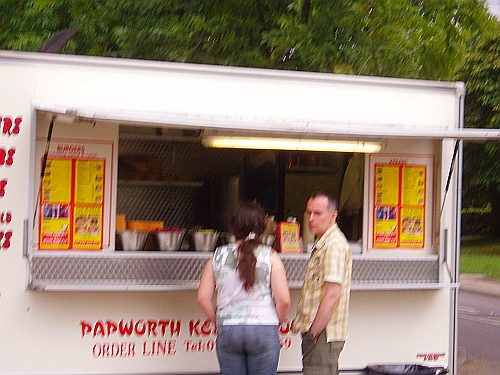
Kebab van en Papworth Everard (Inglaterra).

Un kebab van (en inglés ‘furgoneta de kebabs’) es una furgoneta que vende kebabs, habitualmente döner kebabs, en la calle, normalmente en lugares de mucho tránsito. A menudo abren por la tarde hasta bien entrada la noche, después de que otros lugares para comer hayan cerrado.
Oxford es conocida por sus kebab vans. A veces se consideran una molestia por el olor, el ruido, etcétera.